# しかまのりこ
しかま のりこは模様替え作家。一級建築士、建築基準適合判定資格者。COLLINO一級建築士事務所代表。

## 概要
日本女子大学住居学科卒業後、五洋建設株式会社にてマンション・工場・住宅の意匠設計・設計管理を担当。日本ERI株式会社に転職後、確認検査員・住宅性能評価員として性能・建築基準法、住宅瑕疵担保保険の検査など担当。多くの住宅に携わってきた経験から「住まいは建てるまでではなく、住んでからが大切」と気づく。その後、部屋を広く、快適に片づきやすくするための家具配置の研究を積み、部屋づくりの基本は「空間分け」「動線」「収納」の3つの要素を整えることが大切とのことを著書「狭い部屋でも快適に暮らすための家具配置のルール」で語っている。現在は住宅の間取り相談のほか、模様替えアドバイザーとして様々なメディアで活躍している。
結婚・子育てなど自身の体験を活かしつつ、女性が使いやすい模様替えを主とし、インターネットの口コミで集客を広げています。
住宅を取り扱う番組などに出演しており、赤井英和邸の雨漏り、結露やぺえ邸の床の傾きなどを指摘している。

## メディア活動
- テレビ
  - テレビ東京 『深夜に発見!新shock感～』
  - テレビ東京 『日曜ビッグバラエティ芸能人の家を診断!ハウスドクター』[2]
  - 日本テレビ『ZIP!』
  - 日本テレビ『沸騰ワード！10』建築監修
- ラジオ
  - FMヨコハマ『Lovely Day』[3]
- 雑誌
  - 扶桑社「住まいの設計」
  - 小学館「週刊女性セブン」[4]
  - 第三文明社「灯台」1月号[5]
  - CCG「HugMug」[6]
- 書籍
  - 『狭い部屋でも快適に暮らすための家具配置のルール』ISBN 9784801305090[7]